# Bonyunia
Bonyunia es un género con 5 especies de plantas con flores perteneciente a la familia Loganiaceae.

## Especies
- Bonyunia antoniaefolia
- Bonyunia aqueatica
- Bonyunia cinchonoides
- Bonyunia minor
- Bonyunia superba